# مدآباد
مدآباد ، روستایی از توابع بخش جاپلق شهرستان ازنا در استان لرستان ایران است. این روستا قدیمی ترین روستای شهرستان ازنا است. شغل اصلی مردم این روستا دامداری و کشاورزی می باشد . مردم این روستا به زبان لری سخن می گویند 

## زبان
زبان این روستا لری با گویش مخصوص گاپله است.

## جمعیت
این روستا در دهستان جاپلق شرقی قرار دارد و براساس سرشماری مرکز آمار ایران در سال ۱۳۸۵، جمعیت آن ۸۱۱ نفر (۲۱۵خانوار) بوده‌است.

## منابع

نمایی از امامزاده محمد روستای مدآباد